# 다이아몬드 러버
《다이아몬드 러버》(克拉恋人)는 2015년 방송되었던 중국의 드라마이다.

## 소개
- 못생긴 여자가 빛나는 다이아몬드가 되는 과정에서 행복을 찾는 이야기를 그린 로맨스 드라마

## 등장 인물
- 정지훈 - 소량 역
- 탕옌 - 미타 역
- 뤄진 - 뢰혁명 역
- 디리러바 - 고문 역
- 야오이천 - 임지량 역
- 장원 (張雯) - 열읍 역
- 진수 (陈澍) - 방원시 역
- 양아 (杨亚) - 선페이페이 역
- 왕동 (王东) - 신동준 역
- 주문초 (朱文超) - 용준 역
- 진아란 (陈雅斓) - 티나 역
- 부방준 (傅方俊) - 한빈 역
- 금해걸 (金楷杰) - 프랭크 역
- 이흡 (李恰) - 양링 역
- 마여순 (马亚楠) - 수야 역
- 왕예박 (王艺博) - 제이슨 역
- 정유안 (Jennifer Ding) - 소민 역
- 김광민 - 레스토랑 직원 역